# Ricardo Pérez Godoy
Ricardo Pérez Godoy (Lima, 9 de maio de 1905 - Lima, 26 de julho de 1982) foi um político peruano, presidente de seu país de 18 de Julho de 1962 a 3 de Março de 1963.

## Junta Militar
Três candidatos principais participaram das eleições presidenciais peruanas de 10 de junho de 1962: Víctor Raúl Haya de la Torre, fundador e líder da APRA, o futuro presidente Fernando Belaúnde e o ex-ditador Manuel A. Odría. Haya de la Torre obteve a maioria dos votos de acordo com os resultados oficiais, um ponto percentual à frente de Belaúnde.
No entanto, nenhum dos candidatos atingiu a margem de um terço dos votos necessários para se tornar presidente. Portanto, a decisão final cabia ao Congresso peruano. Haya de la Torre e Odría formaram uma aliança para instalar Odría como o novo presidente.
Às 3h20 da madrugada de 18 de julho de 1962 no Palácio Presidencial, um dos trinta tanques estacionados do lado de fora ligou o motor e bateu nos portões de ferro forjado preto. Manuel Prado, o presidente constitucional do Peru, foi afastado do cargo em um golpe, apenas dez dias antes de completar seu mandato de seis anos.
Pérez Godoy, como Presidente do Estado-Maior Conjunto, chefiava a junta militar formada por membros de alta patente da Força Militar Peruana: General Nicolás Lindley, comandante do Exército do Peru; Vice-Almirante Juan Francisco Torres Matos, Almirante da Marinha; e o general Pedro Vargas Prada, chefe da Força Aérea. Uma vez no palácio, a junta de quatro homens administrou seu próprio juramento. Os soldados em seguida, suspendeu todas as garantias constitucionais, dissolvidos funcionários do Parlamento, Tribunal Eleitoral preso "para julgamento" e prometeu "limpo e puro eleições" marcadas para 9 de junho de 1963. Lindley foi posteriormente nomeado primeiro-ministro.
O golpe militar foi condenado em todo o mundo: a reação inicial no exterior foi de repulsa e consternação, algo que a junta militar não esperava. Nove países latino-americanos suspenderam ou romperam relações diplomáticas. Os Estados Unidos retomaram os vínculos diplomáticos com o novo governo após vários meses.
Prometendo um "Novo Peru", Pérez Godoy pressionou por um aumento de 24% no orçamento e decretou novos impostos para pagá-lo, incluindo um imposto de um dólar por tonelada sobre as anchovas que provocou uma greve e ameaçou fechar a próspera indústria de peixe. E quando se recusou a aprovar a construção de um novo hospital para a Aeronáutica de Vargas Prada e de seis novos navios para a linha nacional de navios a vapor de Torres Matos, os outros membros da junta se voltaram contra ele.
Politicamente, Pérez Godoy era geralmente favorável à realização das prometidas eleições de junho, mesmo que resultassem na vitória do partido APRA de Víctor Raúl Haya de la Torre. No entanto, no início de 1963, ele mostrou mais inclinação para se desviar do plano original e permanecer no poder por mais tempo do que inicialmente planejado.

### Queda
Avisado de que seus camaradas de armas estavam determinados a removê-lo, Pérez Godoy tentou em vão conseguir apoio entre os comandantes militares provinciais e civis que trabalhavam para as novas eleições presidenciais em junho.
O general Pedro Vargas Prada da Aeronáutica e o vice-almirante Francisco Torres Matos deram-lhe um ultimato: renuncie ou seja expulso. Pérez Godoy respondeu: "Recuso-me a sair. Agora é muito tarde para continuar esta conversa. Vou me aposentar".
Ele foi deposto pelo próximo homem na linha da junta, o general do Exército Nicolás Lindley, que rapidamente assumiu a presidência em 3 de março. Lindley restaurou o calendário de eleições democráticas e entregou o cargo de presidente ao vencedor da eleição Fernando Belaúnde.